# Allen Daviau
John Allen Daviau, né le 14 juin 1942 à La Nouvelle-Orléans (Louisiane) et mort le 15 avril 2020 à Los Angeles (Californie), est un directeur de la photographie américain. 
Il est membre de l'American Society of Cinematographers (ASC). Il apparaît, en tant qu'expert, dans le téléfilm documentaire de 1995, Alien Autopsy: Fact or Fiction?. 

## Biographie
Allen Daviau est né le 14 juin 1942 à la Nouvelle-Orléans et a grandi à Los Angeles. Il a été présenté à Steven Spielberg à la fin des années 1960. « Steven avait vu une partie de mon travail de 16 mm », a-t-il déclaré lors d'une interview en 2007. « Lui et moi partagions un grand amour du cinéma. » En effet, sa carrière a démarré en beauté lorsqu'il a été présenté à l'aspirant cinéaste, en 1967. Ils ont ensuite travaillé ensemble sur deux premiers courts métrages. Ils ont poursuivi leur carrière professionnelle en collaborant sur E.T., l'extra-terrestre (1982) ; « Kick the Can », un segment de La Quatrième Dimension, le film (1983), Indiana Jones et le Temple maudit (1984), La Couleur pourpre (1985) et un épisode de la série d'anthologie Histoires fantastiques intitulé « Le Train fantôme » (1985), Empire du soleil (1987). 
Le travail de Daviau comprend également Le Jeu du faucon de John Schlesinger (1985), Bigfoot et les Henderson (1987) produit par Spielberg, Rendez-vous au paradis (1991) d'Albert Brooks, Avalon (1990) de Barry Levinson et Bugsy de Barry Levinson. État second de Peter Weir (1993), Congo de Frank Marshall (1995), Intrusion de Rand Ravich (1999) et Van Helsing de Stephen Sommers (2004), son dernier long métrage.

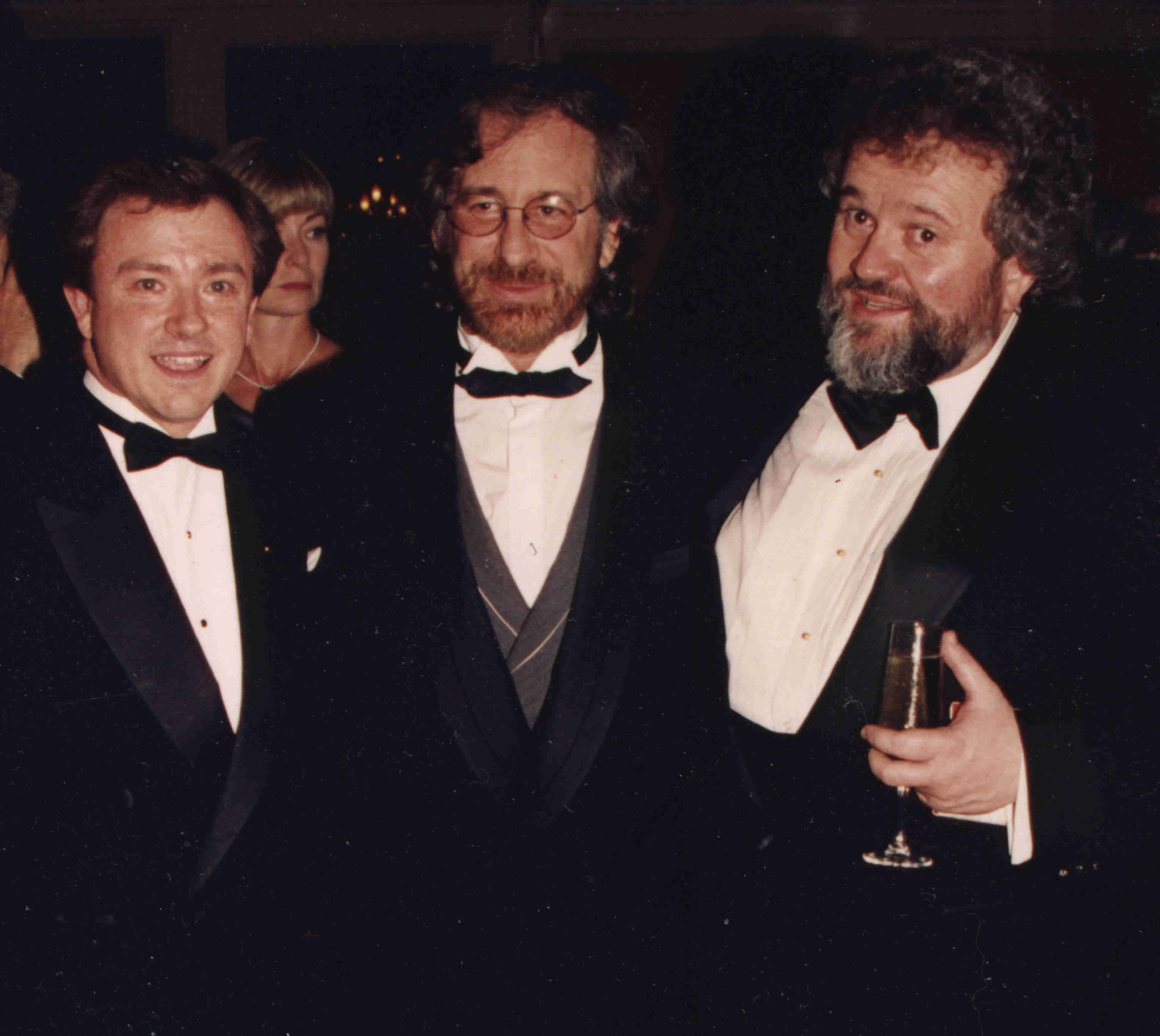
Peter Deyell, Steven Spielberg et Allen Daviau en 2008.

Il a reçu des récompenses de réalisation de vie de l'Art Directors Guild en 1997 et l'American Society of Cinematographers en 2007. 
Tout au long de sa carrière, Daviau a tourné des milliers de publicités, de documentaires, de films industriels et éducatifs, et créé des effets spéciaux psychédéliques pour The Trip de Roger Corman (1967), avant de devenir membre de l'International Photographers Guild. 
Daviau est mort le 15 avril 2020, à l'âge de 77 ans, à la suite de complications liées au Covid-19, au Motion Picture & Television Country House and Hospital. 
Lorsque Spielberg a récemment appris que Daviau était malade, le célèbre cinéaste lui a envoyé une lettre relatant leurs années d'amitié et de collaboration. Elle a été lue plusieurs fois à Daviau à son chevet juste avant sa mort, a déclaré le MPTF. Spielberg a déclaré : « Allen et moi avons commencé notre carrière côte à côte ... [C'] était un artiste merveilleux, mais sa chaleur et son humanité étaient aussi puissantes que son objectif. C'était un talent singulier et un bel être humain. »

## Filmographie
- 1967 : Slipstream (court-métrage) de Steven Spielberg (opérateur caméra)
- 1967 : The Trip de Roger Corman (assistant caméra)
- 1968 : Amblin' (court-métrage) de Steven Spielberg
- 1971 : Mooch Goes to Hollywood (en) (TV) de Richard Erdman
- 1971 : Say Goodbye de David H. Vowell
- 1973 : The Brothers O'Toole de Richard Erdman
- 1974 : Mother Tiger Mother Tiger de Rolf Forsberg
- 1975 : Everything You Know Is Wrong de Philip Austin, Peter Bergman, David Ossman et Philip Proctor
- 1975 : Names of Sin (court-métrage) de Rolf Forsberg
- 1977 : Rencontres du troisième type (Close Encounters of the Third Kind) de Steven Spielberg (directeur de la photographie additionnelle pour la séquence du Désert de Gobi)
- 1979 : The Streets of L.A. de Jerrold Freedman (TV)
- 1980 : The Boy Who Drank Too Much de Jerrold Freedman (TV)
- 1980 : Rage! (TV) de William A. Graham
- 1982 : E.T., l'extra-terrestre (E.T.: The Extra-Terrestrial) de Steven Spielberg
- 1982 : Harry Tracy, Desperado de William A. Graham
- 1983 : Legs (TV) de Jerrold Freedman
- 1983 : La Quatrième Dimension, le film (Twilight Zone, the movie) de Steven Spielberg (segment 2) et George Miller (segment 4)
- 1984 : Les Moissons du printemps (Racing with the Moon) de Richard Benjamin (directeur de la photographie additionnelle)
- 1984 : Indiana Jones et le Temple maudit (Indiana Jones and the Temple of Doom) de Steven Spielberg (directeur de la photographie de la 2e équipe)
- 1984 : Top secret ! des ZAZ (directeur de la photographie additionnelle)
- 1985 : Le Jeu du faucon (The Falcon and the Snowman) de John Schlesinger
- 1985 : Histoires fantastiques (Steven Spielberg's Amazing Stories) - Saison 1, épisode 1
- 1985 : La Couleur pourpre (The Color Purple) de Steven Spielberg
- 1987 : Bigfoot et les Henderson (Harry and the Hendersons) de William Dear
- 1987 : Empire du soleil (Empire of the Sun) de Steven Spielberg
- 1990 : Avalon de Barry Levinson
- 1991 : Rendez-vous au paradis (Defending Your Life) d'Albert Brooks
- 1991 : Bugsy de Barry Levinson
- 1993 : État second (Fearless) de Peter Weir
- 1995 : Congo de Frank Marshall
- 1999 : Intrusion (The Astronaut's Wife) de Rand Ravich
- 2000 : The Translator (court-métrage) de Leslie Anne Smith
- 2001 : Sweet (court-métrage) d'Elyse Couvillion
- 2002 : New Gladiators de Bob Hammer
- 2002 : The Routine (court-métrage) de Bob Giraldi
- 2004 : Olive or Twist 2004 (moyen métrage) de Peter Moody
- 2004 : Van Helsing de Stephen Sommers

## Distinctions

### Principales récompenses
- 1983 : BFSC Award de la meilleure photographie pour E.T., l'extra-terrestre de Steven Spielberg
- 1988 : ASC Award de la meilleure photographie pour Empire du soleil de Steven Spielberg
- 1989 : BAFTA de la meilleure photographie pour Empire du soleil de Steven Spielberg
- 1992 : ASC Award de la meilleure photographie pour Bugsy de Barry Levinson

### Nominations principales
- 1983 : nomination au BAFTA de la meilleure photographie pour E.T., l'extra-terrestre de Steven Spielberg
- Oscars 1983 : nomination à l'Oscar de la meilleure photographie pour E.T., l'extra-terrestre de Steven Spielberg
- Oscars 1986 : nomination à l'Oscar de la meilleure photographie pour La Couleur pourpre de Steven Spielberg
- Oscars 1988 : nomination à l'Oscar de la meilleure photographie pour Empire du soleil de Steven Spielberg
- Oscars 1991 : nomination à l'Oscar de la meilleure photographie pour Avalon de Barry Levinson
- 1991 : nomination à l'ASC Award de la meilleure photographie pour Avalon de Barry Levinson
- Oscars 1992 : nomination à l'Oscar de la meilleure photographie pour Bugsy de Barry Levinson